# Joe Viskocil
Joseph Viskocil (21 de diciembre de 1952 - 11 de agosto de 2014) fue un artista de efectos especiales estadounidense que tuvo más de 80 créditos cinematográficos entre 1974 y 2014. Creó efectos especiales para algunas de las franquicias cinematográficas más famosas y recibió un premio Óscar por su trabajo en Independence Day (1996).

## Carrera
En 1977, Viskocil asistió a John Dykstra y George Lucas en la creación de los pirotécnicos para Star Wars: Episodio IV - Una nueva esperanza, incluyendo la explosión de la Estrella de la Muerte. En 1980, regresó para crear los pirotécnicos para Star Wars: Episodio V - El Imperio contraataca. Durante las siguientes tres décadas, trabajó en películas de las franquicias más famosas, incluyendo Cazafantasmas, Batman y Star Trek.
Después de servir como supervisor de pirotecnia en Independence Day (1996), Viskocil recibió el Óscar a los mejores efectos visuales junto a Volker Engel, Douglas Smith y Clay Pinney en la 69.ª edición de los Premios Óscar. Viskocil y el supervisor de miniaturas Mike Joyce fueron responsables de la creación de una miniatura de 15 x 5 pies (4,6 x 1,5 m) de la Casa Blanca, construida para su destrucción durante la película.

## Estilo
En la década de 1990, Viskocil se opuso al uso de imágenes generadas por computadora en la creación de algunos efectos especiales:

En lo que se refiere a técnicas pirotécnicas, lo que se hacía hace 50 años sigue siendo válido hoy en día. En la actualidad, existen mil millones de productos químicos que se pueden añadir, quitar o manipular para crear el efecto deseado.

Tras los atentados del 11 de septiembre de 2001, Viskocil expresó su culpa por hacer que las explosiones en Independence Day parecieran reales y dijo: "Empecé a pensar que tal vez hice demasiado bien mi trabajo y que podría haber sido el núcleo de una idea para que alguien dijera: 'Oye, estrellemos un avión contra la Casa Blanca'".

## Muerte
Viskocil falleció el 11 de agosto de 2014 en Los Ángeles por complicaciones de insuficiencia hepática y cardíaca.

## Filmografía
| Year | Título                                         | Rol                      | Notas           | Ref.  |
| ---- | ---------------------------------------------- | ------------------------ | --------------- | ----- |
| 1977 | Star Wars: Episodio IV - Una nueva esperanza   |                          |                 | [ 1 ] |
| 1980 | Star Wars: Episodio V - El Imperio contraataca |                          |                 | [ 1 ] |
| 1984 | Los cazafantasmas                              |                          |                 | [ 1 ] |
| 1984 | The Terminator                                 |                          |                 | [ 1 ] |
| 1985 | Return of the Living Dead                      |                          |                 | [ 1 ] |
| 1987 | Masters of the Universe                        |                          |                 | [ 1 ] |
| 1988 | Killer Klowns from Outer Space                 |                          |                 | [ 1 ] |
| 1989 | The Abyss                                      |                          |                 | [ 1 ] |
| 1991 | Barton Fink                                    |                          |                 | [ 1 ] |
| 1991 | Terminator 2: el juicio final                  |                          |                 | [ 5 ] |
| 1992 | Batman Returns                                 |                          |                 | [ 1 ] |
| 1994 | True Lies                                      |                          |                 | [ 1 ] |
| 1995 | Apolo 13                                       |                          |                 | [ 3 ] |
| 1995 | Johnny Mnemonic                                |                          |                 | [ 1 ] |
| 1996 | Independence Day                               | Supervisor de pirotecnia |                 | [ 6 ] |
| 1997 | Alien: resurrección                            |                          |                 | [ 1 ] |
| 1997 | Volcano                                        |                          |                 | [ 3 ] |
| 2000 | Battlefield Earth                              |                          |                 | [ 1 ] |
| 2002 | La habitación del pánico                       |                          |                 | [ 1 ] |
| 2002 | Star Trek: Nemesis                             |                          |                 | [ 1 ] |
| 2004 | Team America: World Police                     | Supervisor de pirotecnia |                 | [ 5 ] |
| 2011 | Source Code                                    |                          |                 | [ 1 ] |
| 2022 | The Prey: Legend of the Karnoctus              |                          | Estreno póstumo | [ 1 ] |

## Awards
| Año  | Categoría                            | Obra             | Resultado | Ref.  |
| ---- | ------------------------------------ | ---------------- | --------- | ----- |
| 1996 | Óscar a los mejores efectos visuales | Independence Day | Ganador   | [ 1 ] |
| 2017 | Visual Effects Society Hall of Fame  |                  | Ganador   | [ 7 ] |